# Gerhard Ausborn

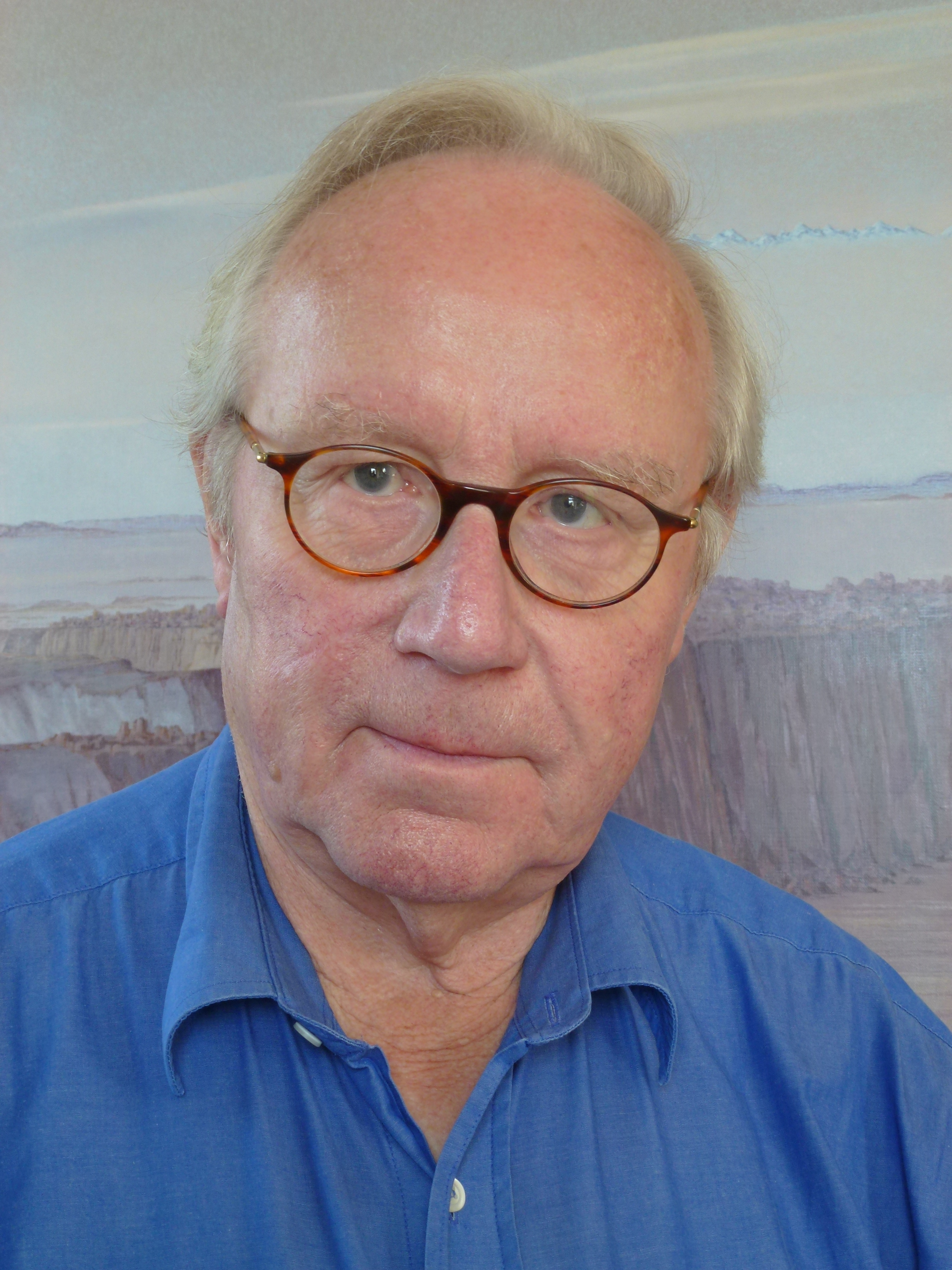
Gerhard Ausborn in seinem Atelier vor einem seiner Ölgemälde, 2011

Gerhard Ausborn (* 7. Juli 1933 in Hamburg; † 17. August 2021 in Hamburg) war ein deutscher Maler.

## Leben
1953 legte er sein Abitur am Christianeum in Hamburg ab. Sein künstlerisches Schaffen ist geprägt durch die Ausbildung an der Gastdozentenklasse der Hochschule für bildende Künste Hamburg von 1953 bis 1956. Zu seinen Lehrern zählten Karl Kaschak, Ernst Wilhelm Nay, Conrad Westpfahl, Hans Thiemann, Gerhard Fietz, Rolf Cavael, Joseph Fassbender und Hann Trier.
Zwischen 1955 und 1959 sammelte er während des Frankreich-Stipendiums des Deutschen Akademischen Austauschdienstes (DAAD) viele neue Eindrücke und es begann die Entwicklung seines unverwechselbaren Stils.
1958 wurde er mit dem Stipendium des Kulturkreises im Bundesverband der Deutschen Industrie ausgezeichnet. 1959 erhielt er den Bremer Kunstpreis Boettcherstraße und 1960 das Stipendium des Lichtwarkpreises.
Im Jahr 1963 war Gerhard Ausborn Mitbegründer der „Neuen Gruppe Hamburg“, die aus rund 22 jungen Künstlern und Künstlerinnen bestand.
Einen besonderen Einfluss auf ihn und sein Werk hatte das Programm „Künstler auf großer Fahrt“ des Kunstkreises Hameln. Dieses ermöglichte ihm drei Reisen auf Frachtschiffen, u. a. 1967 auf der MS Carl Fisser. Die Liegezeiten in den Häfen nutze er für Ausflüge ins Land, um dort neue Motive und Inspirationen zu suchen. Während seiner letzten Reise ereilte ihn an Bord der Suez-Krieg. Für sein gesamtes weiteres Werk hatten diese Reisen einen entscheidenden Einfluss: Beim Blick auf das Wasser erkannte Gerhard Ausborn für sich, dass neben das Abstrakte auch Gegenständliches treten musste. Fortan finden sich immer wieder auch gegenständliche Elemente – oft Reiseeindrücke – in seinen Bildern.
Von 1963 bis 1974 war er mit Hannelore Borchers verheiratet. Seit 1973 lebte er mit Gisela Krause zusammen, ab 2011 Gisela Krause-Ausborn.

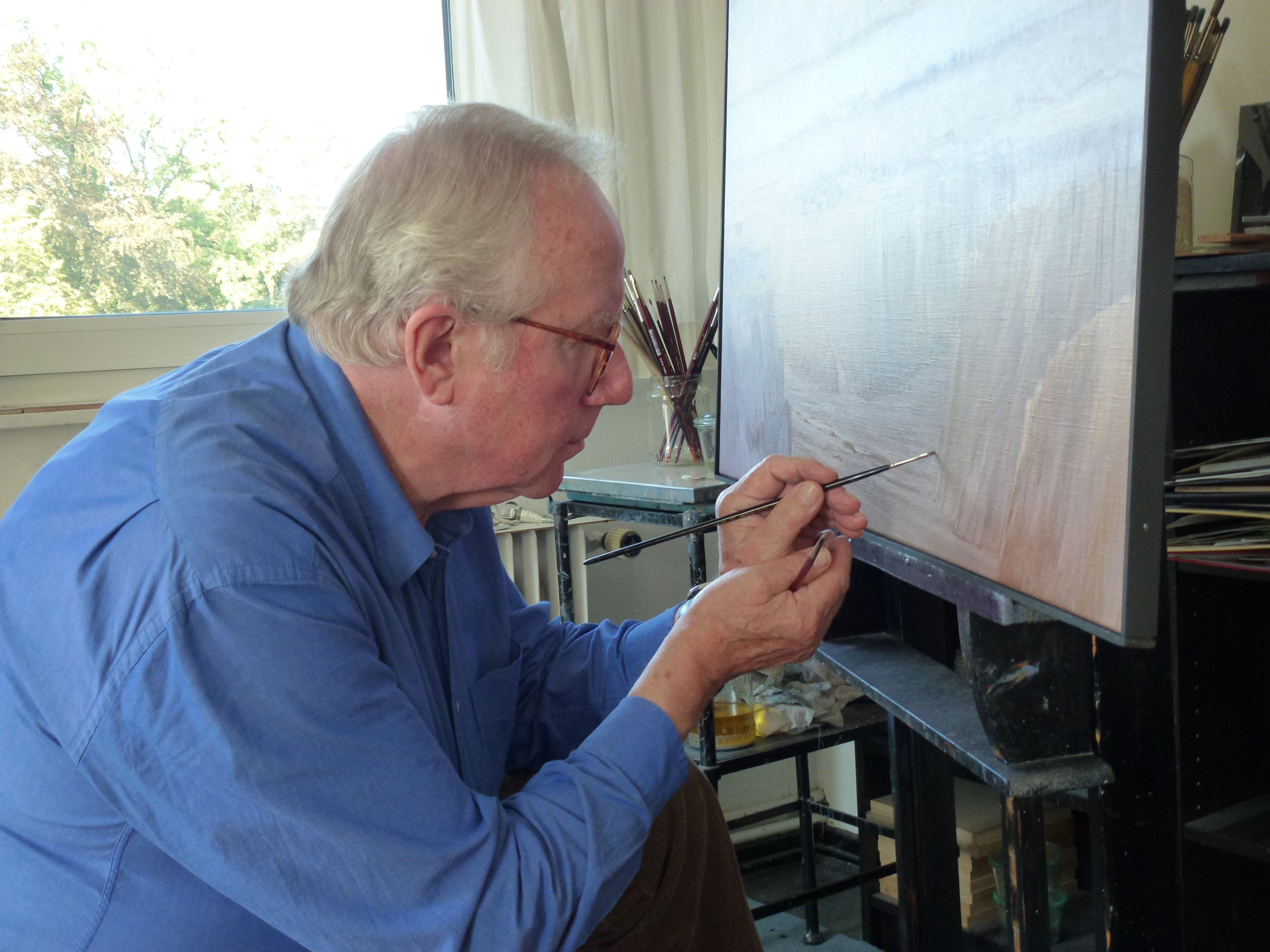
Gerhard Ausborn in seinem Atelier

Seine Werke entstanden seit 1973 alle in seinem Hamburger Atelier. Nach der Rückkehr von seinen Reisen begann ein sich häufig wiederholender schöpferischer Zyklus, in dessen Verlauf eine immer stärker werdende Abstraktion sichtbar wird. Am Anfang stand meist die Arbeit an Aquarellen, gefolgt von Ölbildern bis hin zu Holzschnitten, die er in kleiner Auflage selbst gedruckt hat.
Neben zahlreichen Ausstellungen fanden Werke Gerhard Ausborns Aufnahme in namhafte Museen und Privatsammlungen. Gerhard Ausborn war ein unermüdlicher Reisender. Sein Ehrgeiz war es, möglichst alle Museen der Welt einmal besucht zu haben. Ohnehin war er ein begeisterter Museumsbesucher sowie Liebhaber und Kenner Klassischer Musik.
Gerhard Ausborn wurde auf dem Hamburger Friedhof Ohlsdorf halbanonym in der Baumgräberanlage an der Mittelallee beigesetzt.

## Werk
Gerhard Ausborn variiert das Thema Natur und Kunst auf eine ihm ganz eigene Art. Seine Kenntnis der Geschichte der Malerei verbunden mit den vielen inneren Bildern, die er auf seinen zahlreichen Reisen gesammelt hat, ergeben immer wieder überraschende, neue Kompositionen. Seine souveräne Maltechnik ermöglicht ihm kühne Verbindungen von abstrakten Elementen mit raffinierten Paraphrasen bekannter Werke aus der Kunstgeschichte. Seine Farben sind ausgewogen und harmonisch abgestimmt nach einem klaren Konzept für jedes Bild.
Landschaften, antike Stätten und moderne Städte prägen das Sujet der Bilder Gerhard Ausborns. Parallel dazu entstehen gegenstandsfreie, abstrakte Kompositionen. Der Künstler Gerhard Ausborn hat sich intensiv mit abstrakter Malerei auseinandergesetzt, jedoch recht bald löste er sich von den puristischen Positionen der 50er Jahre. Daraus entwickelte sich ein eigener, unverkennbarer Stil, den der Maler kontinuierlich verfeinerte und weiterentwickelte.
Das Werk umfasst Ölgemälde, Aquarelle, Gouachen und auch Farbholzschnitte.
Inspiriert sind die Bilder durch Eindrücke, die der Künstler während seiner zahlreichen Reisen in viele Länder dieser Erde sammelte. Die Bilder entstanden nicht vor Ort, sondern stets im Anschluss in seinem Hamburger Atelier. Sie sollen kein exaktes Abbild der Realität sein, sondern in der Erinnerung wird das Gesehene auf das Wesentliche reduziert und mit eigenen Vorstellungen, Empfindungen und Erlebnissen verbunden.

### Aquarelle
In seinen Aquarellen gelang es Gerhard Ausborn, die Stimmungen der Landschaften durch zarte Andeutungen, bisweilen auch durch kräftige Farben einzufangen. In den antiken Ruinenlandschaften scheint der Betrachter den Geist längst vergangener Zeiten spüren und sich unmittelbar in den erhabenen Landschaften wiederfinden zu können.

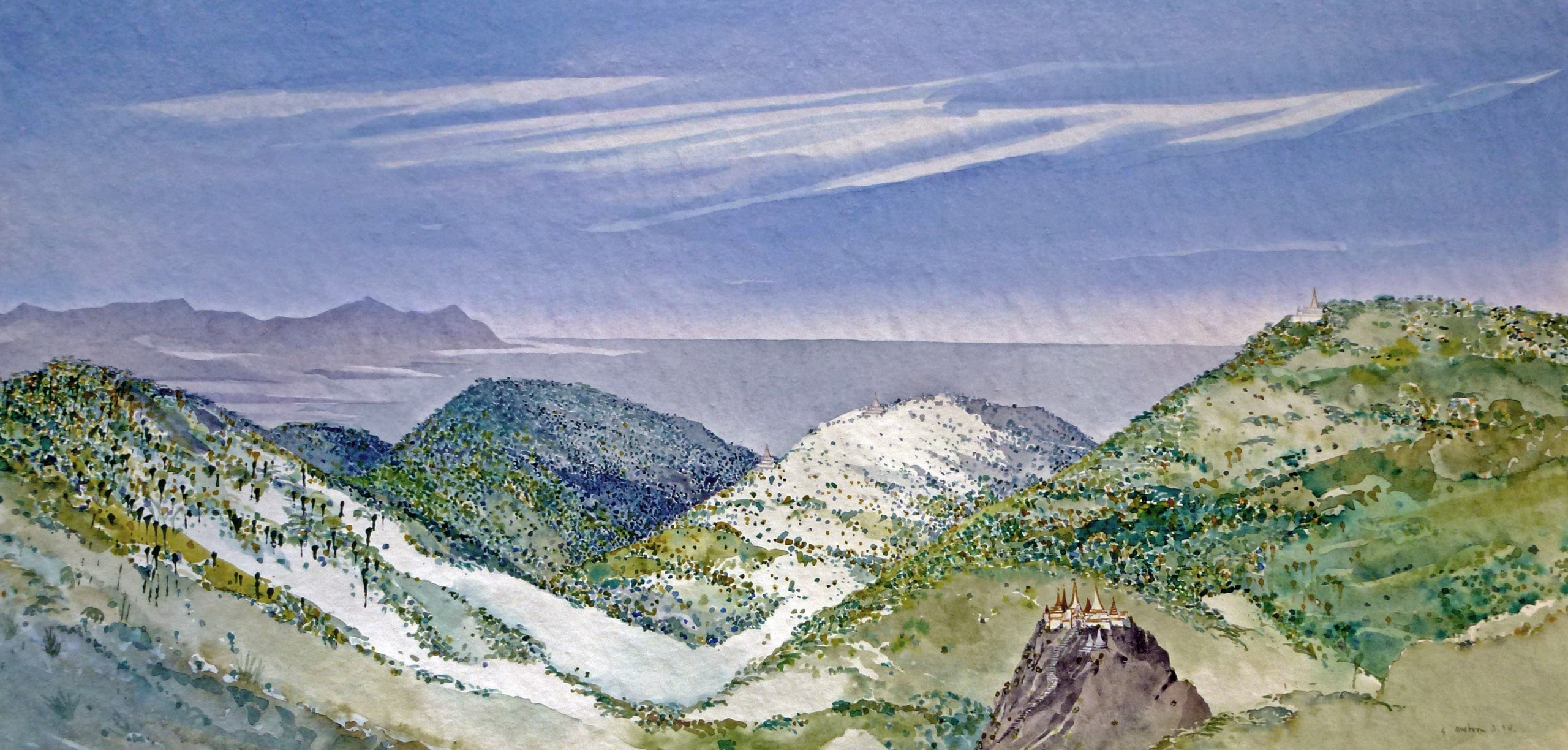
Aus Burma, Aquarell 1994
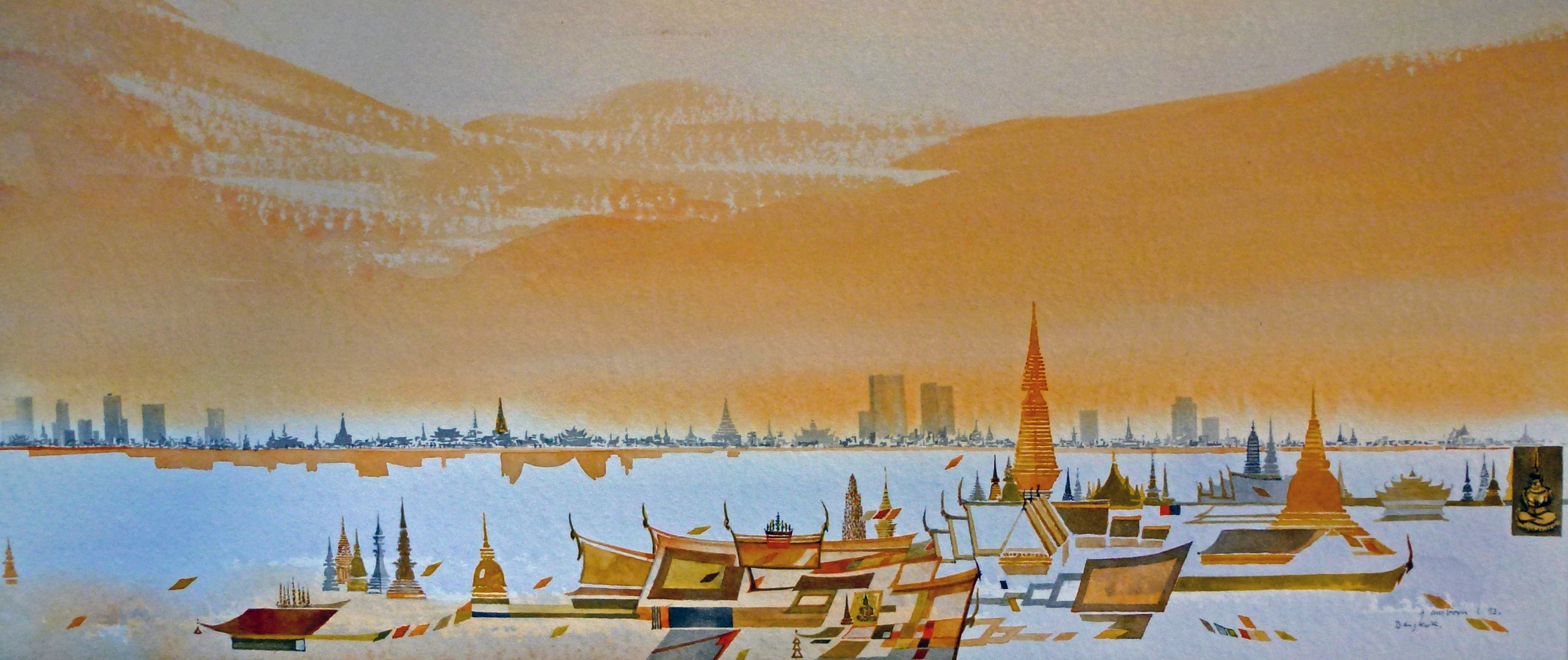
Bangkok, Aquarell 1993
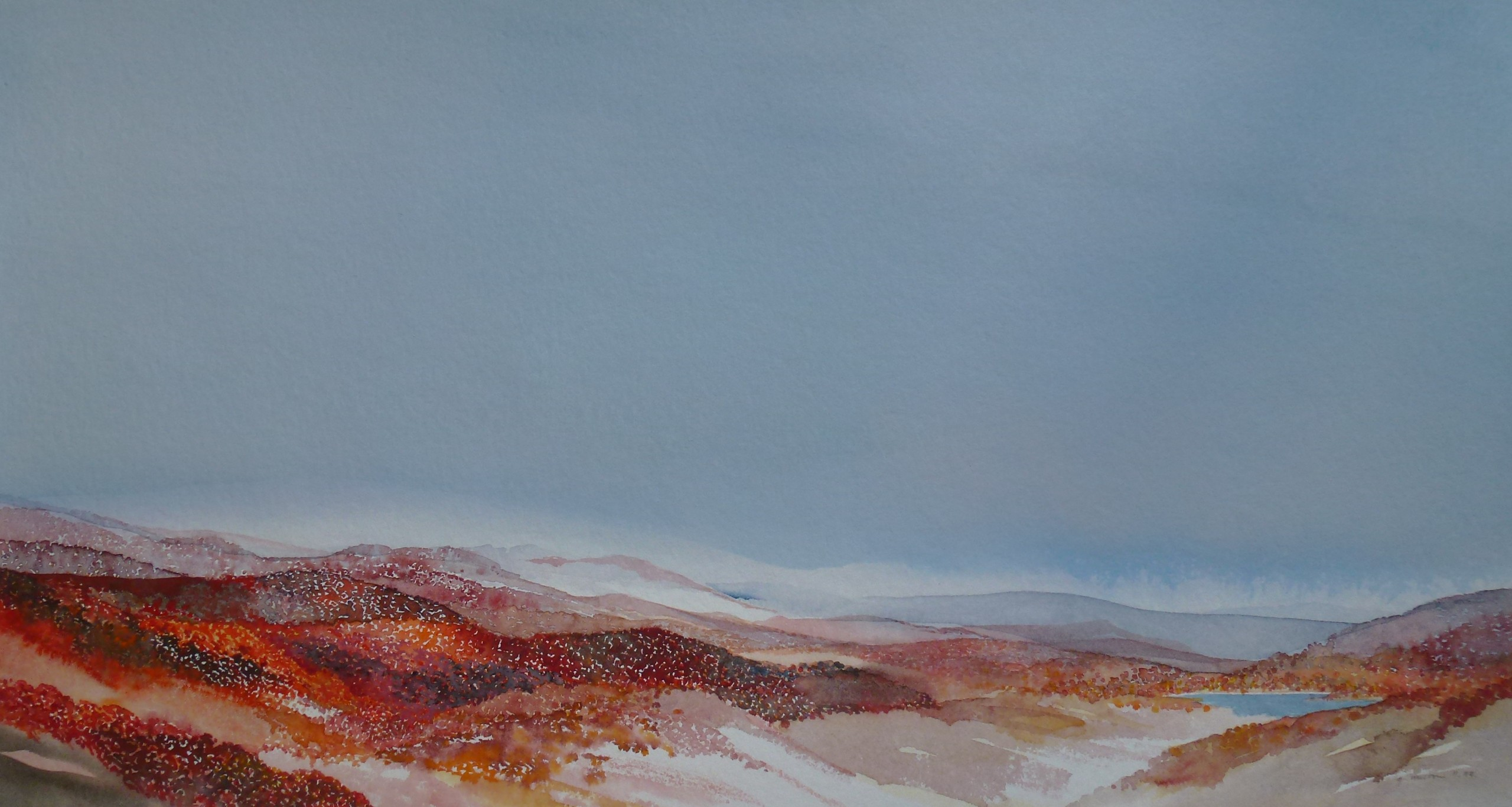
Indian Summer, Aquarell 1998
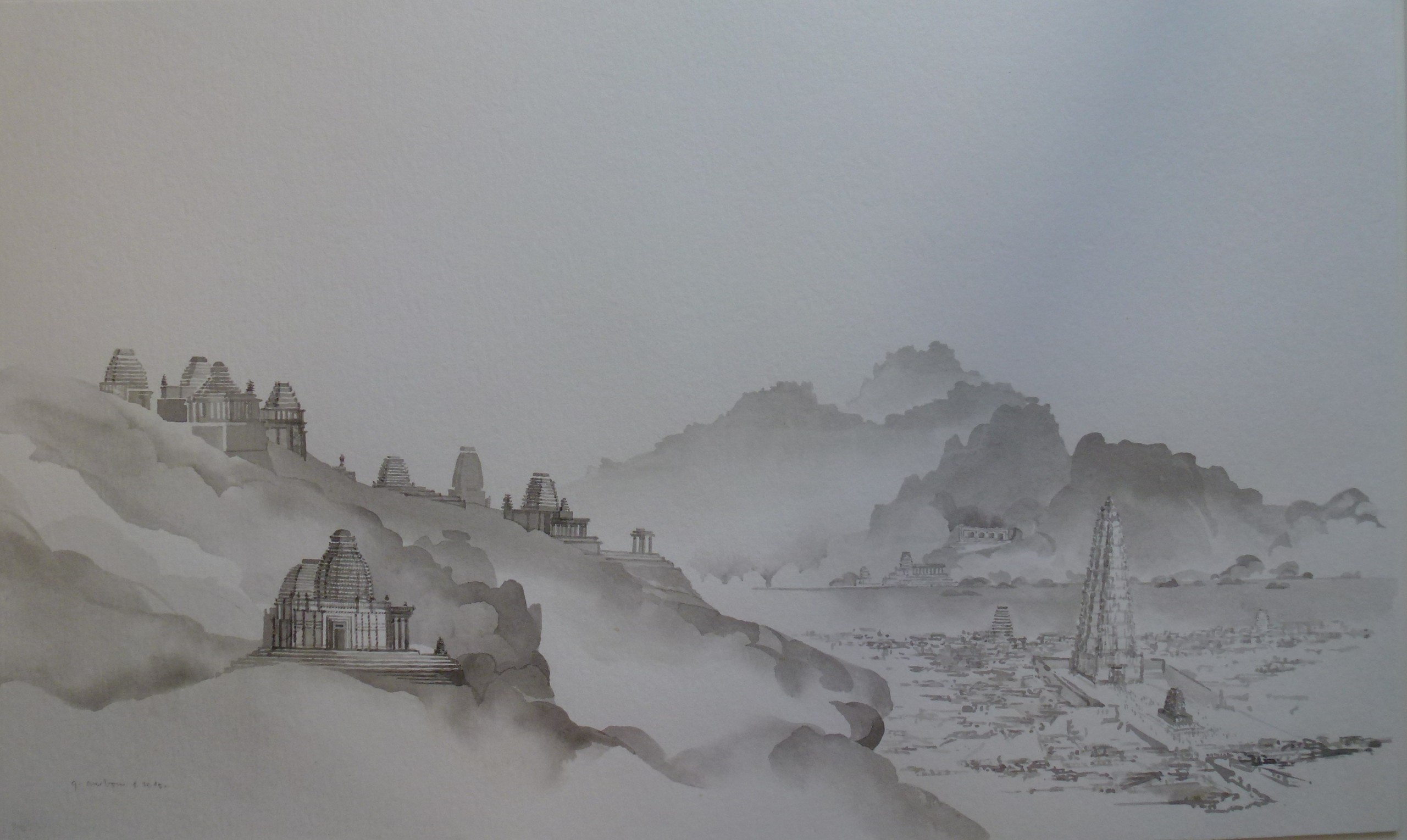
Indien, Aquarell 2010
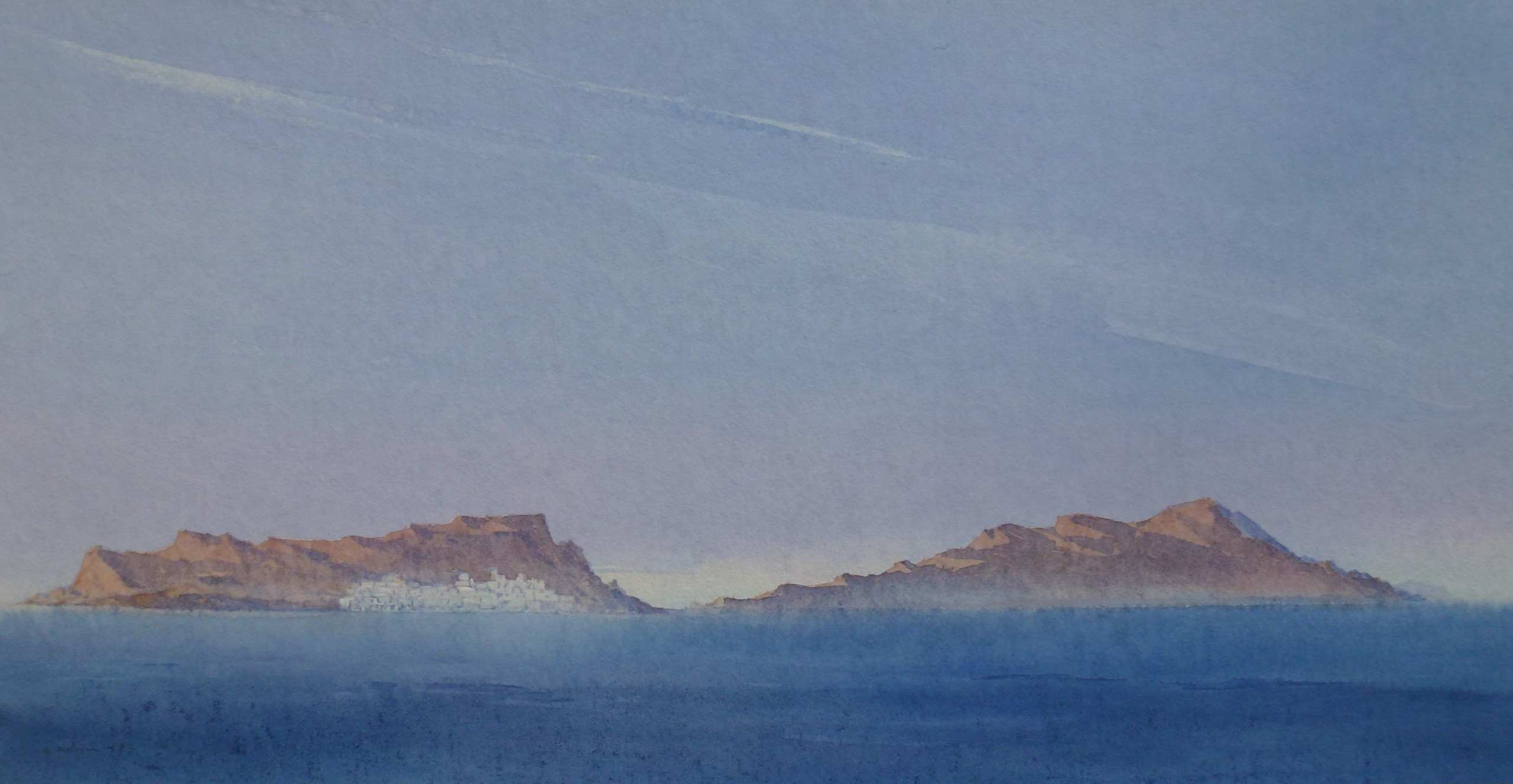
Ägäis, Aquarell o. J.
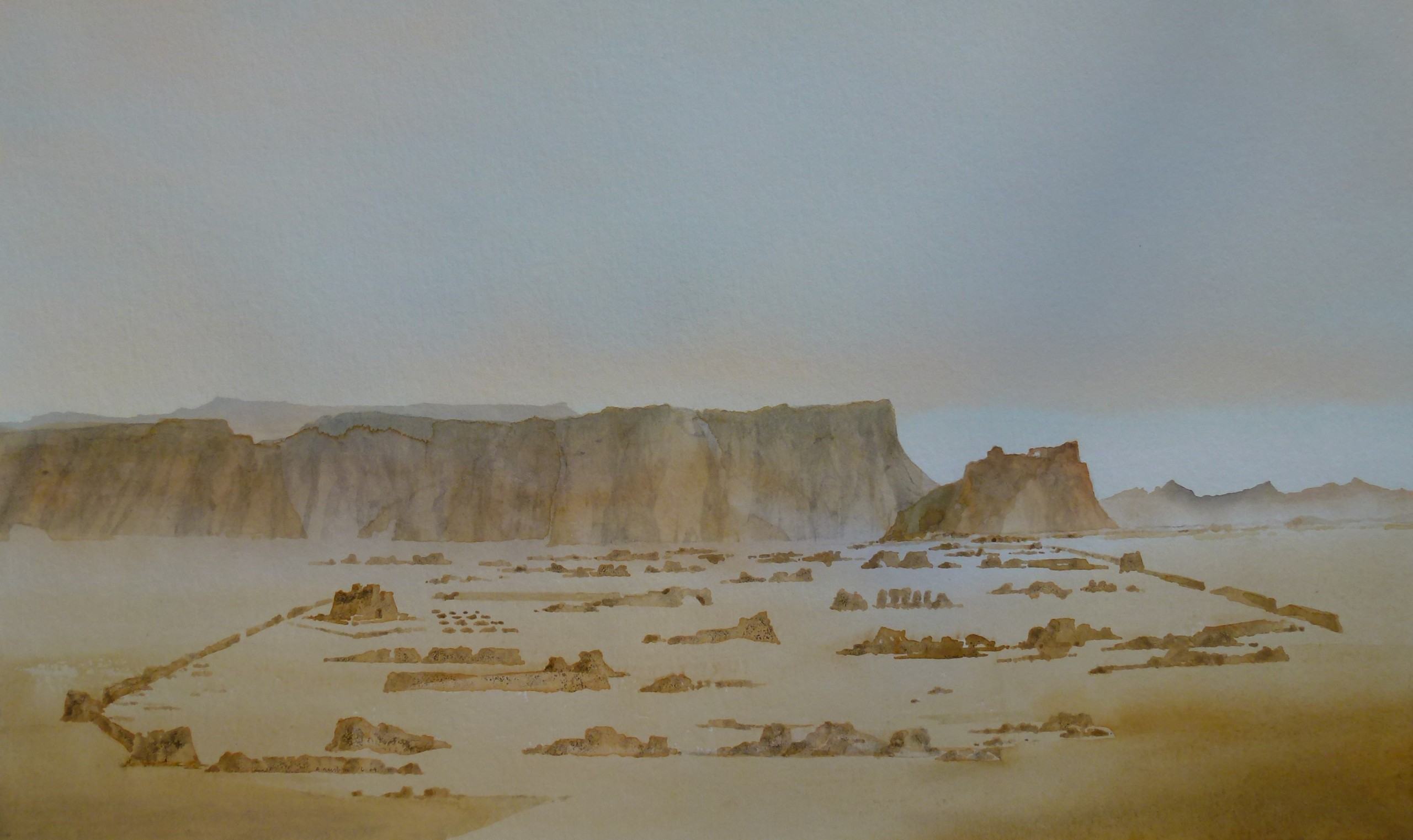
Gaochang, Aquarell 2009
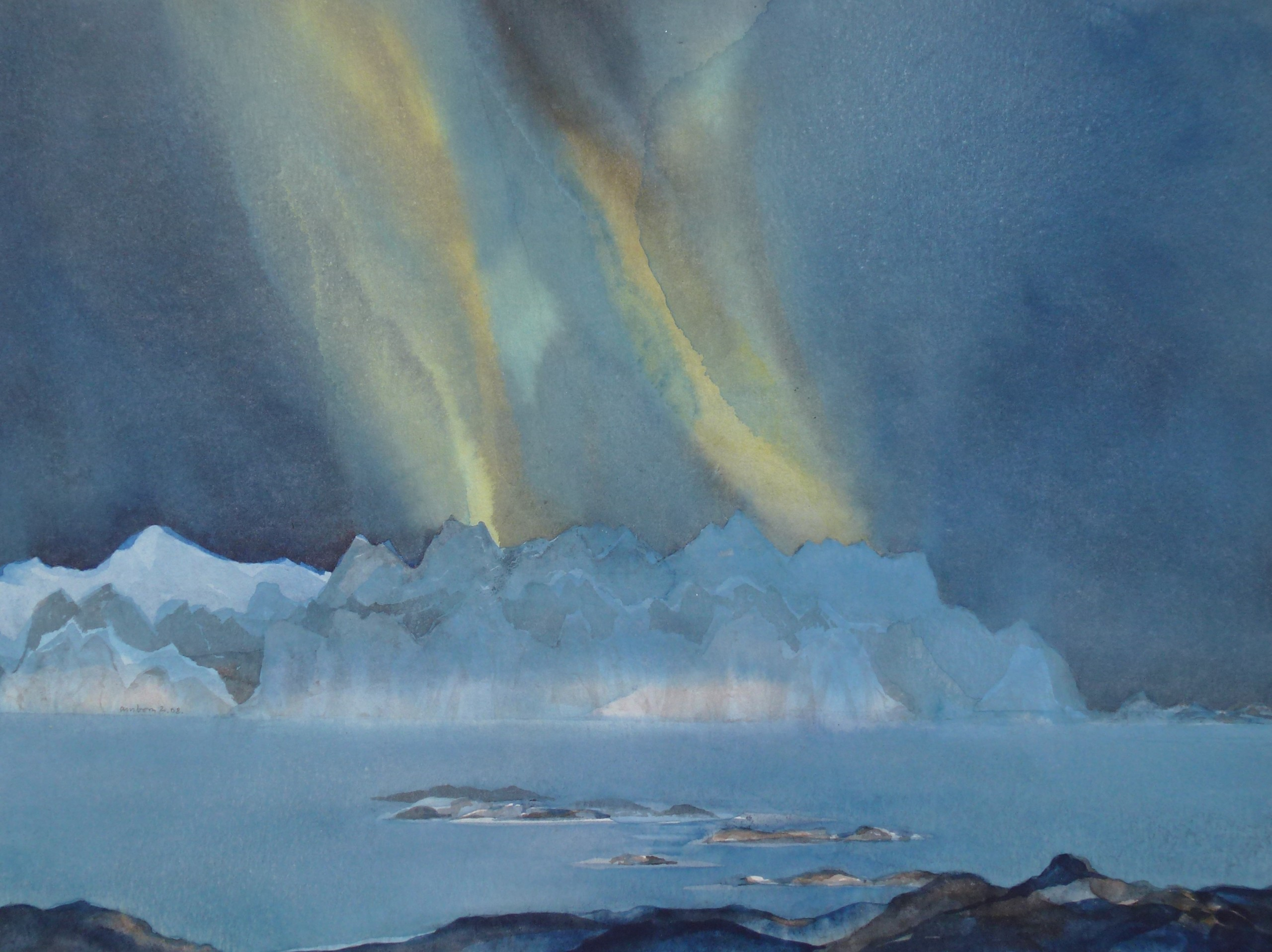
Polarlicht, Aquarell 2008
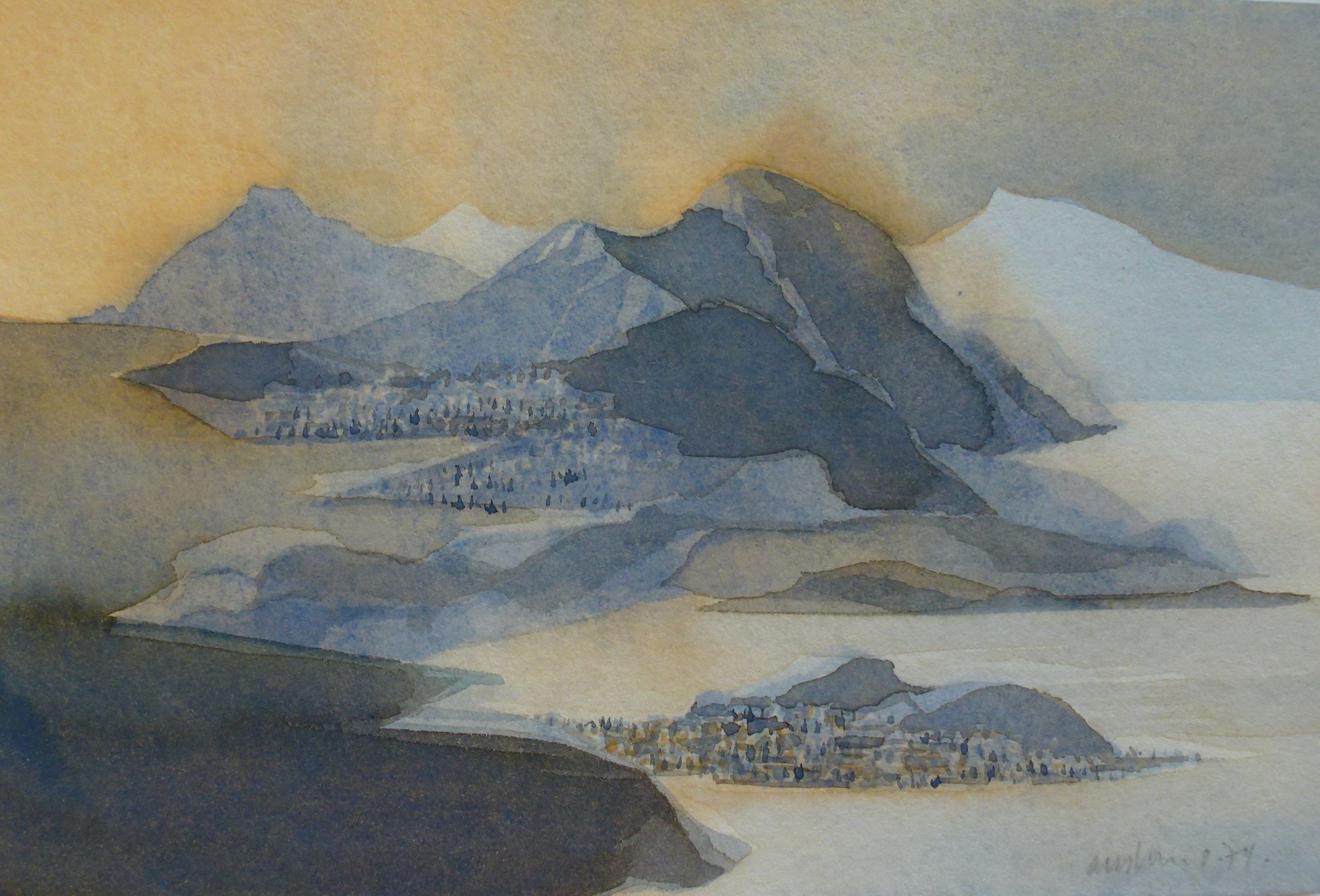
Lofoten, Aquarell 1974
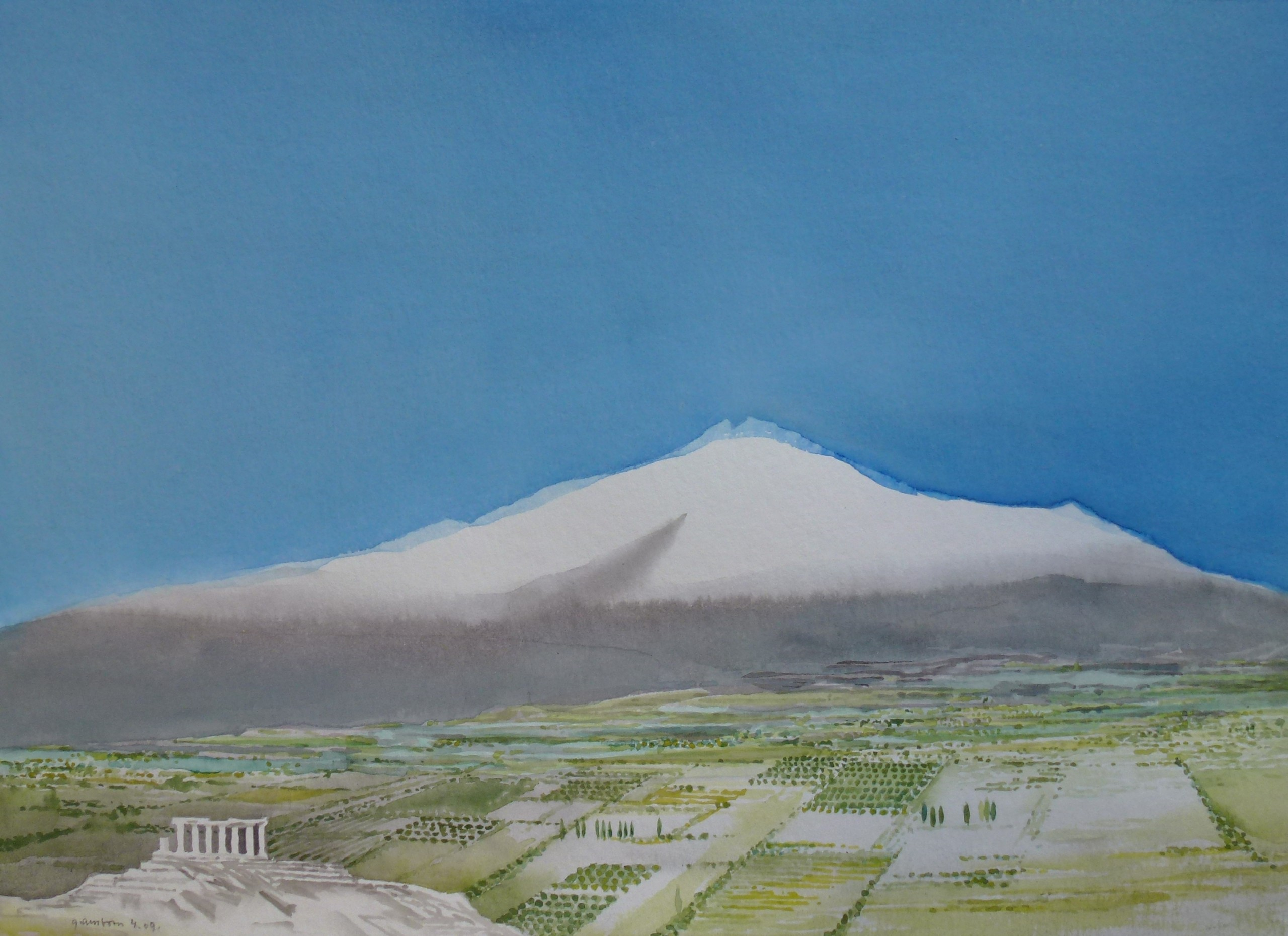
Am Ätna, Aquarell 2009
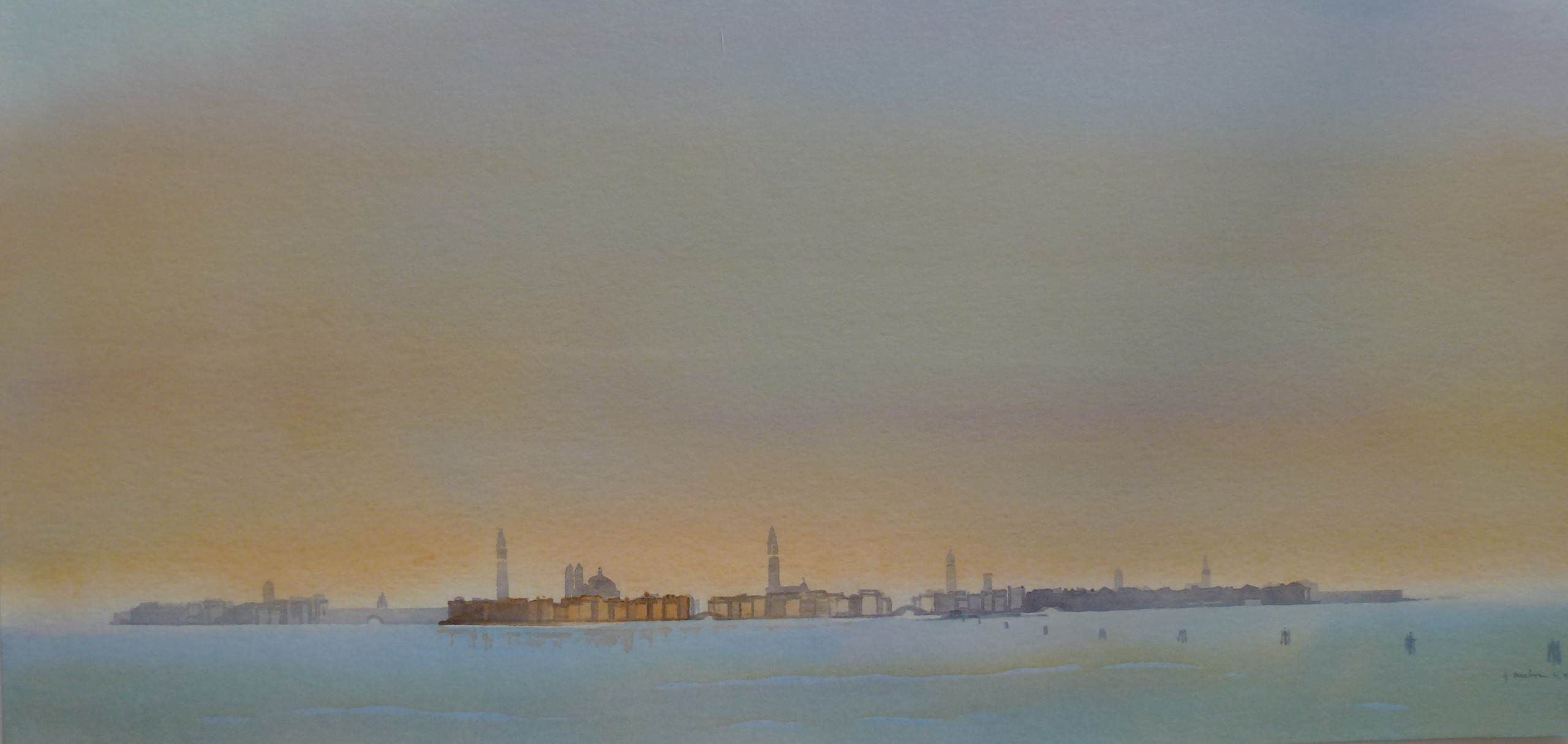
Venedig, Aquarell 2007
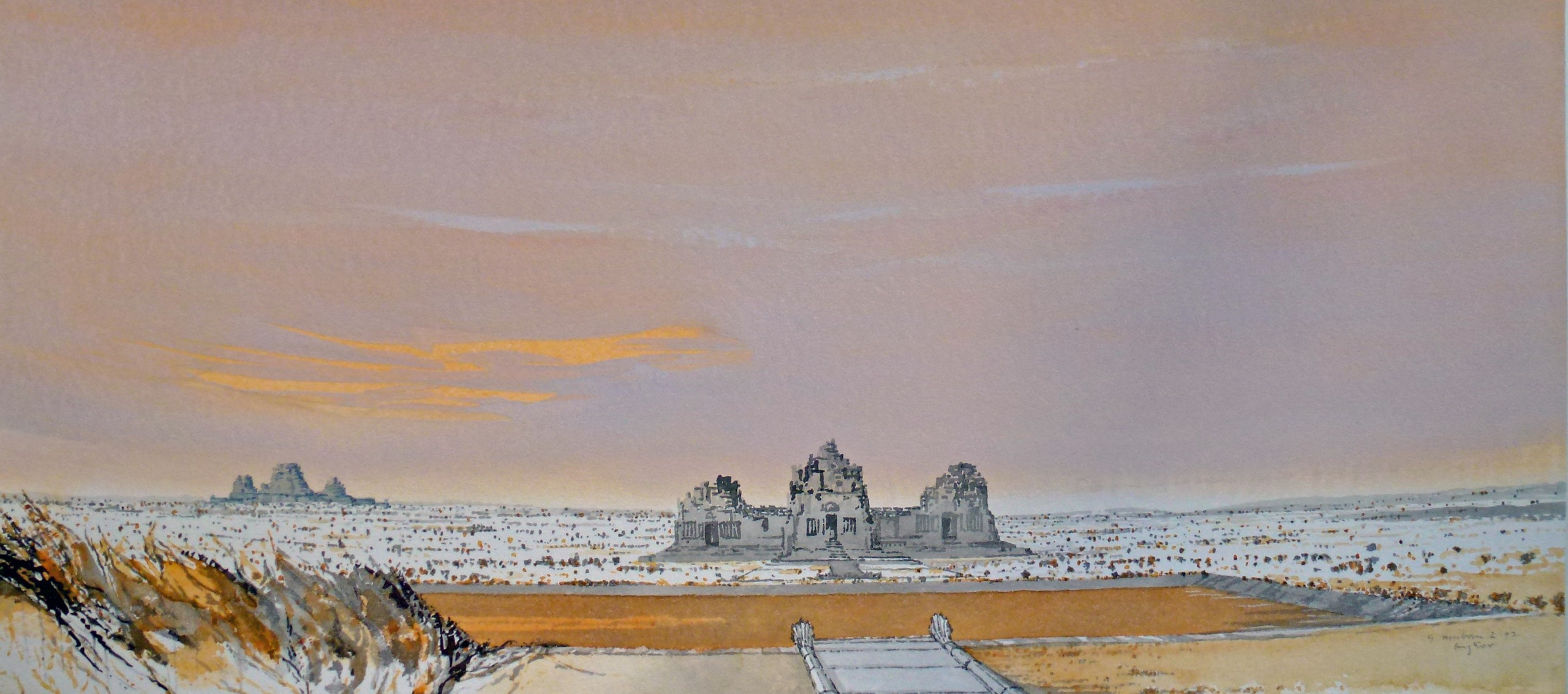
Angkor, Aquarell 1993
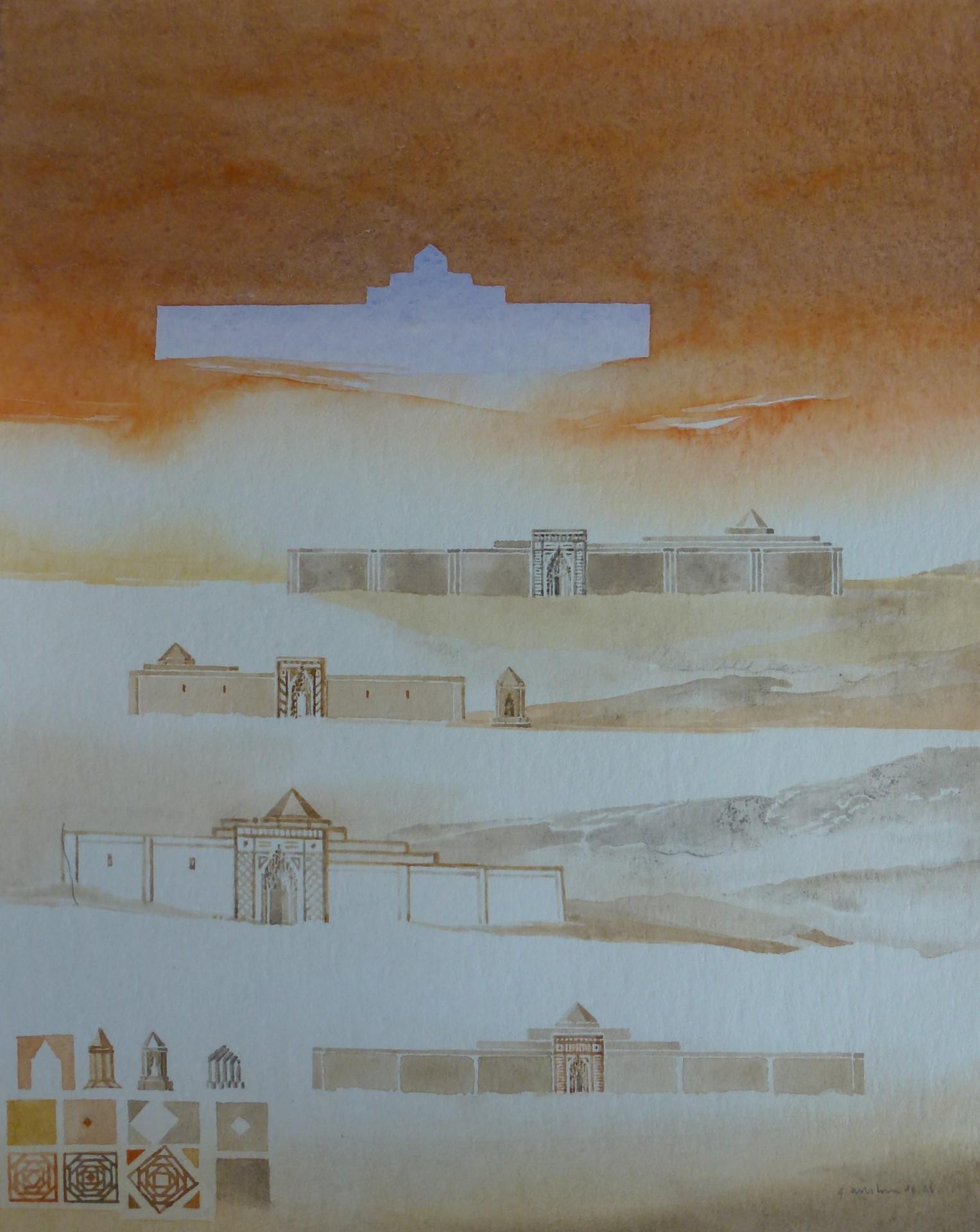
Karawanserei, Aquarell 1983
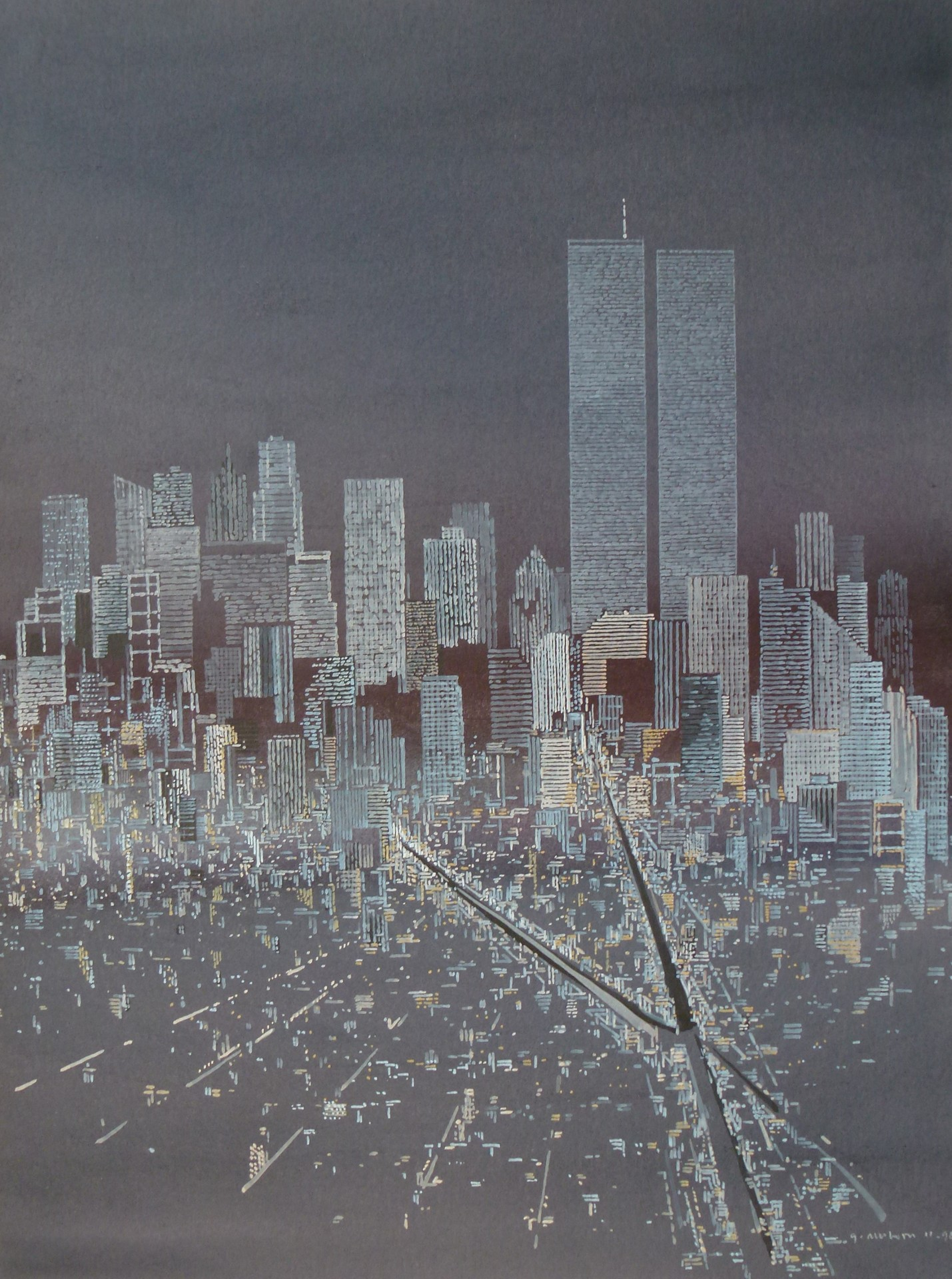
New York, Aquarell 1998

### Bilder in Öl
Anders dagegen die Ölbilder, die mit intensiven Farben, einer klaren Raumaufteilung durch geometrische und polygonale Strukturen gegliedert sind. Wesentliches Kennzeichen und eines der Markenzeichen Gerhard Ausborns ist die Verwendung von Bildern im Bild, die Einzelaspekte, weitere Ausblicke, andere Realitäten in sich gegenseitig ergänzender Weise zeigen. Dabei verlieren die kleinen Bilder durch inhaltliche, kompositorische oder auch formale Elemente niemals die Verbindung zum sie umgebenden Bildraum. Reizvoll und rätselhaft treten antike Stätten, Bauwerke und Landschaften in Beziehung zueinander.

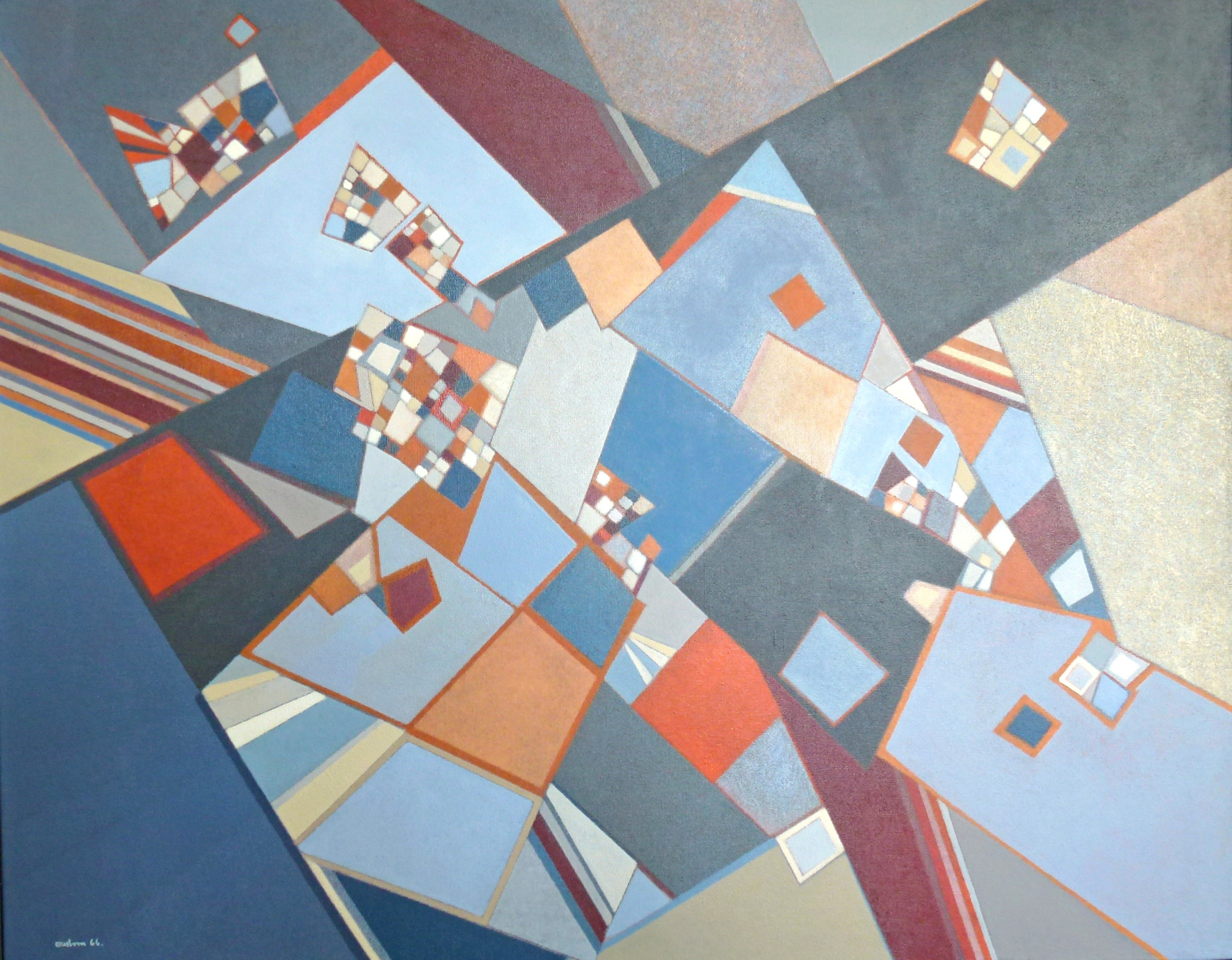
Rhombenrhthymus, Öl auf Leinwand 1966
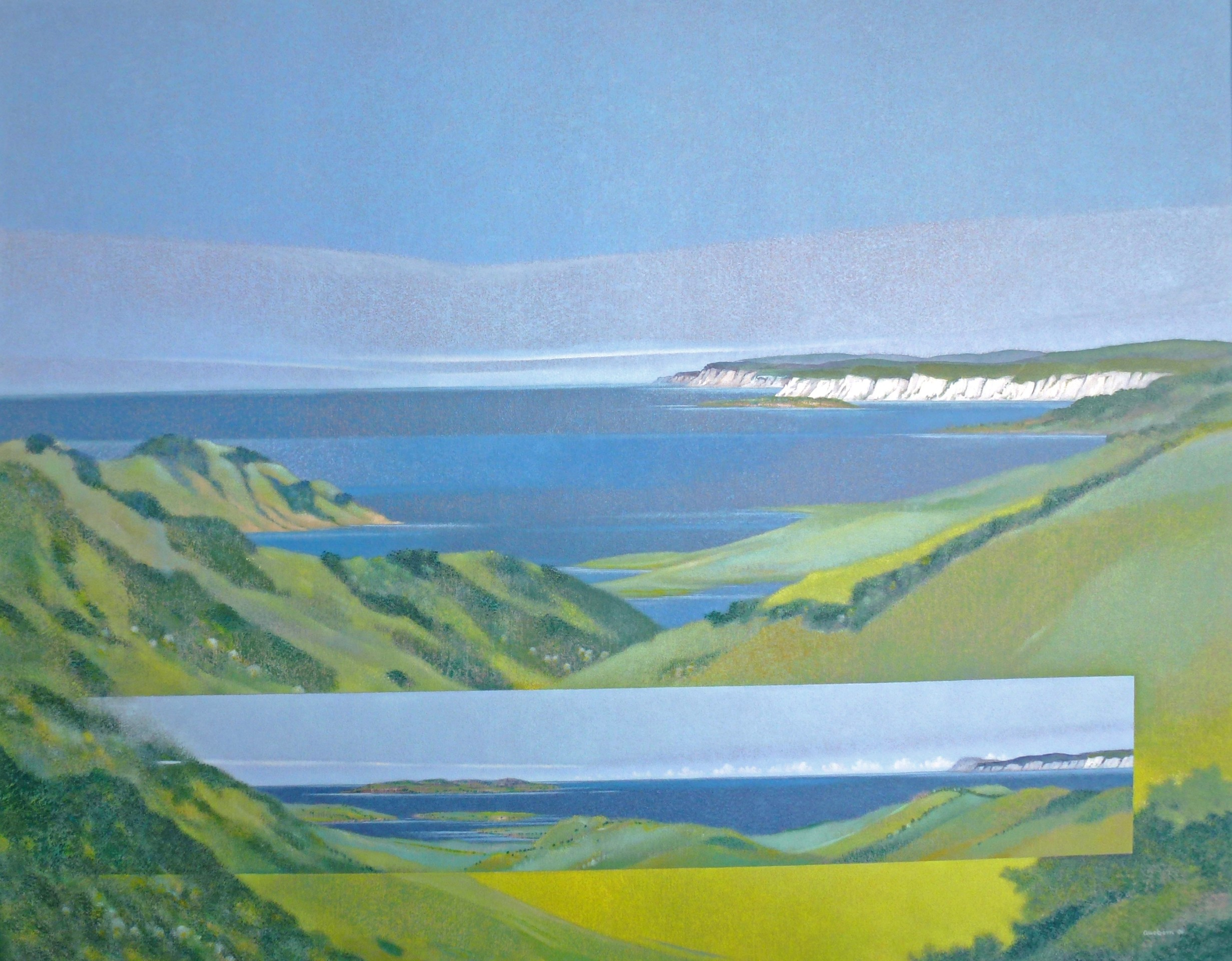
Ostseelandschaft, Öl auf Leinwand 2006
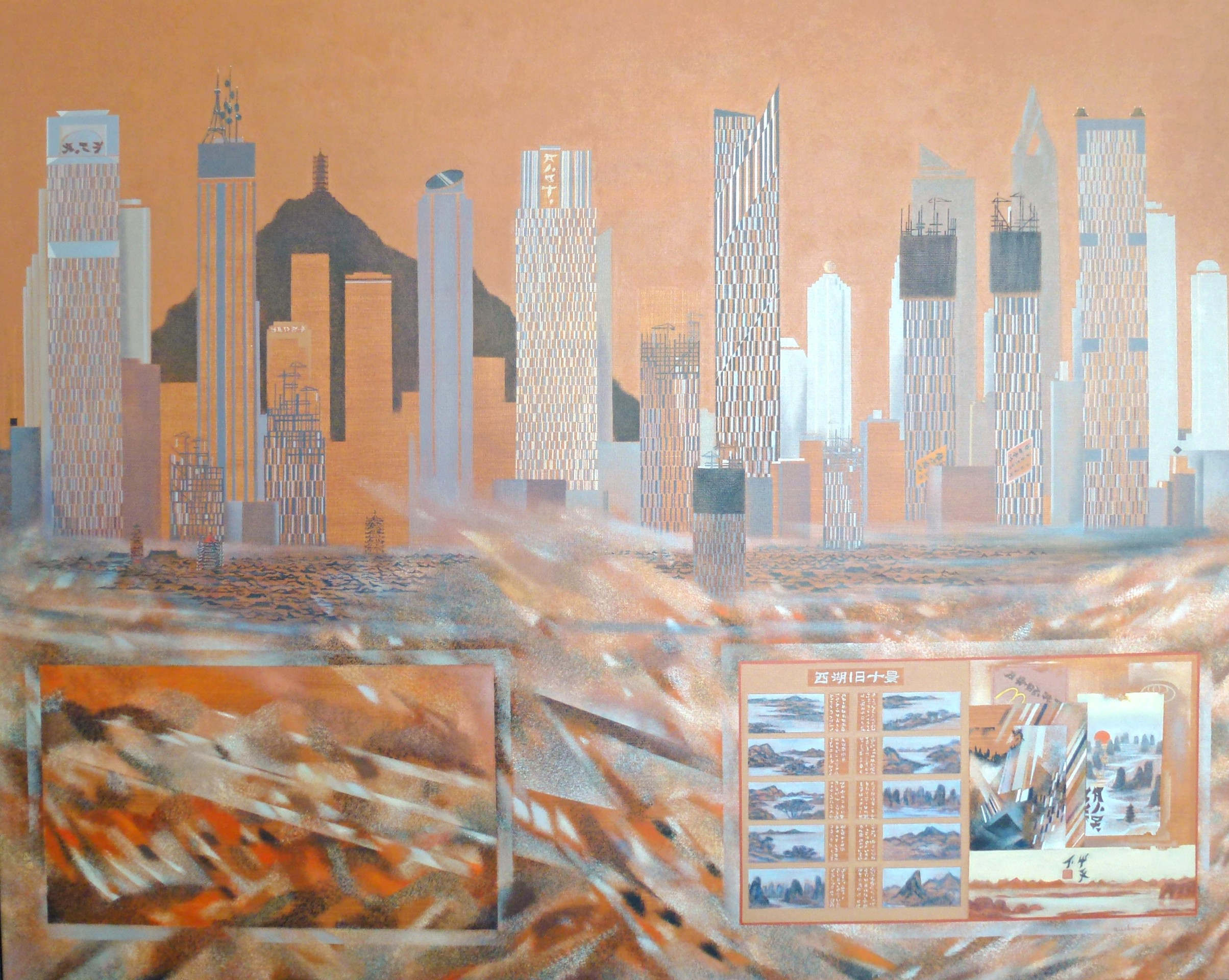
Aus China, Öl auf Leinwand 2001
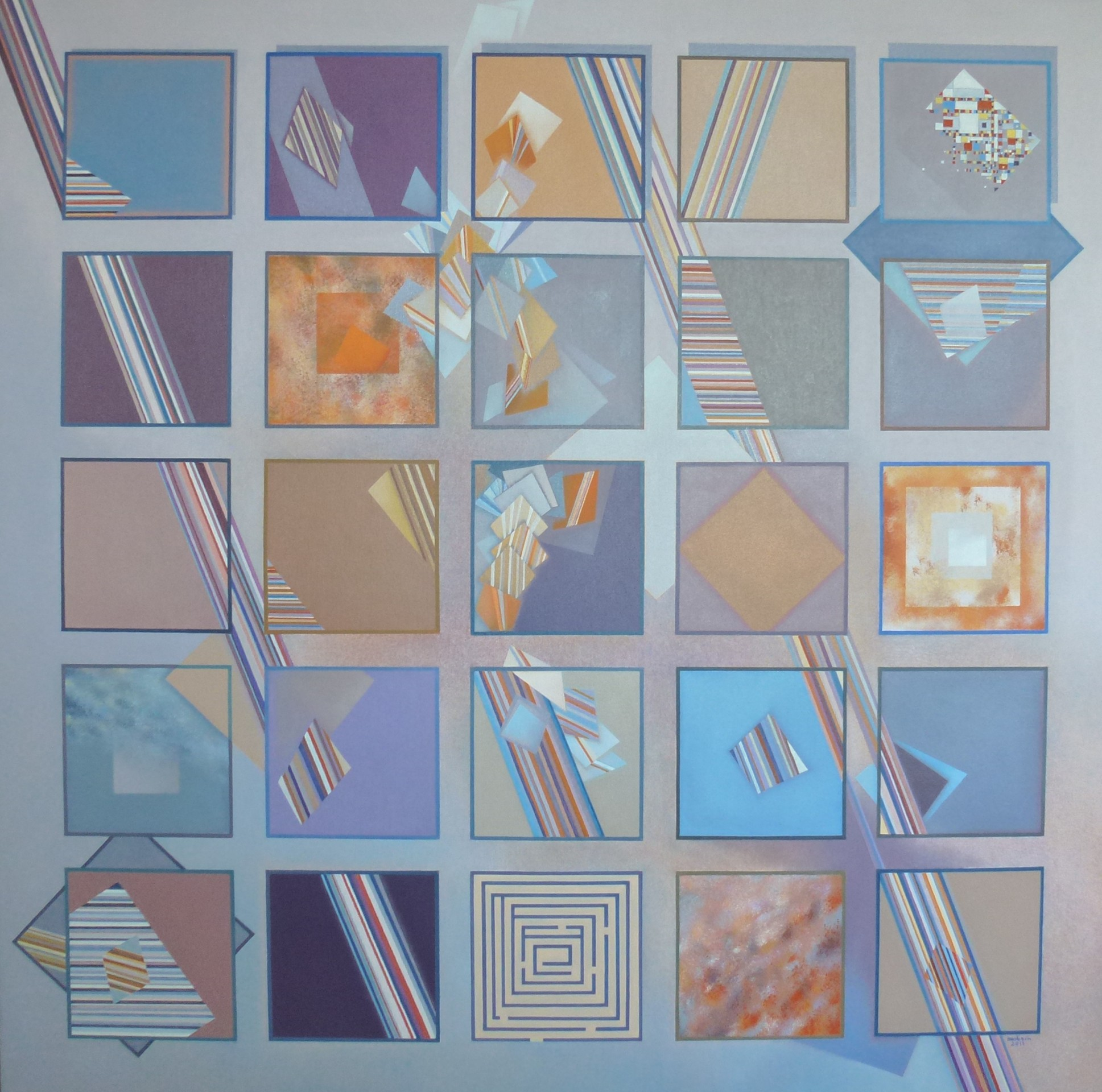
Meine Welten 7, Öl auf Leinwand 2011

## Ausstellungen

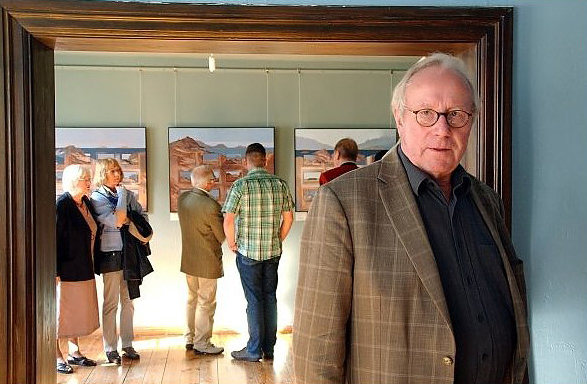
Gerhard Ausborn bei einer Ausstellungseröffnung in Stendal, 2011

### Frühe Gruppenausstellungen
Deutscher Künstlerbund, Norwegischer Künstlerbund, „Farbige Graphik“, ars viva, Young German Painters London, Biennale jeune peinture, Paris / Montreal, Berufsverband Bildender Künstler, Neue Gruppe Hamburg, „Graphik aus Hamburg“, Internationaler Kunstmarkt Düsseldorf

### Einzelausstellungen
Schloss Agathenburg bei Stade, Altenmarkt bei Wien, Bad Essen, Berlin, Bremen, Delmenhorst, Detmold, Düsseldorf, Essen, Hamburg, Hameln, Köln, Lörrach, Lübeck, München, Münster, Oldenburg, Osnabrück, Schloss Ringenberg, Vechta, Wedel, Schloss Wiligrad bei Schwerin, Zürich